# Stripa gruva

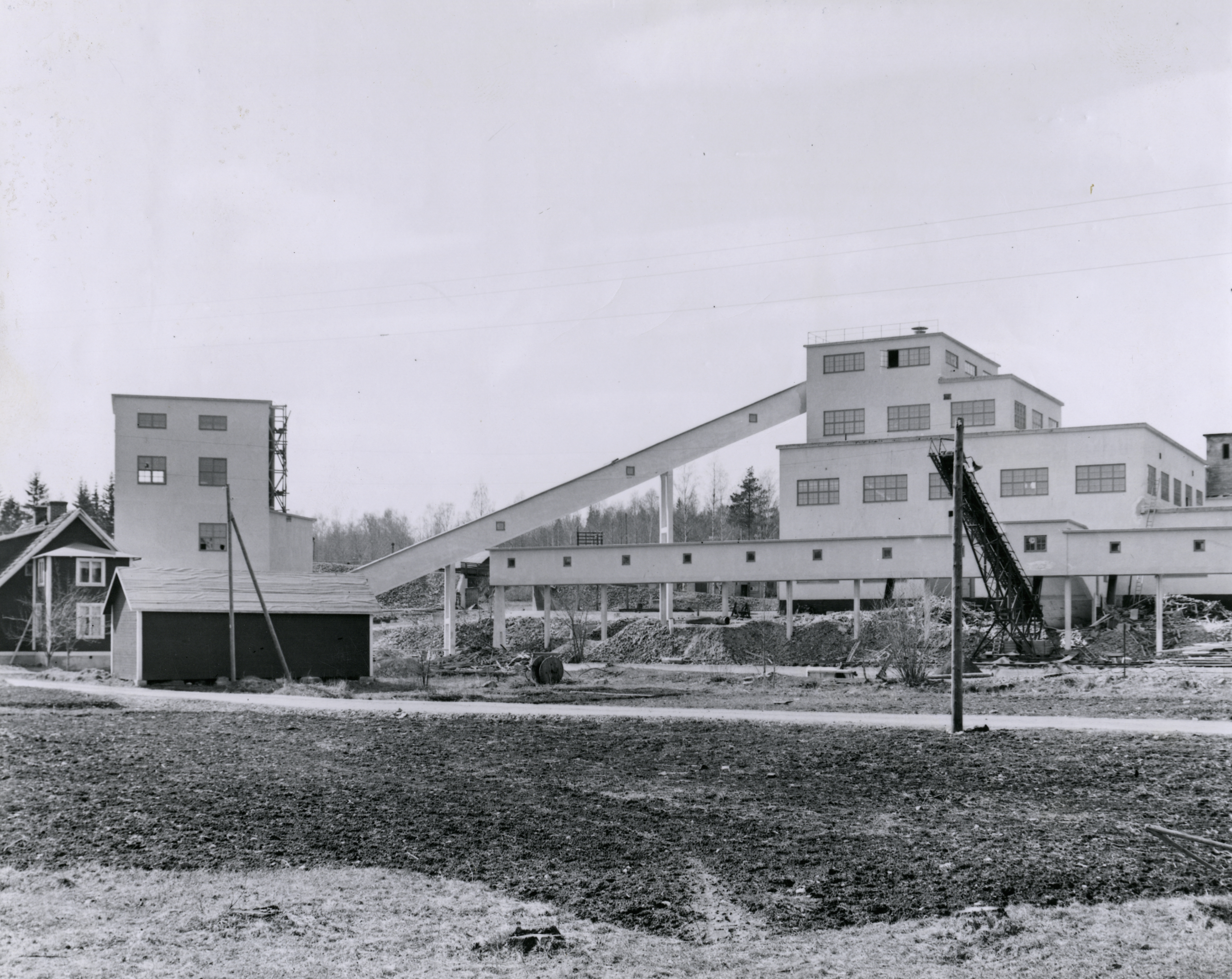
Anrikningsverket i Stripa Gruva, 1946

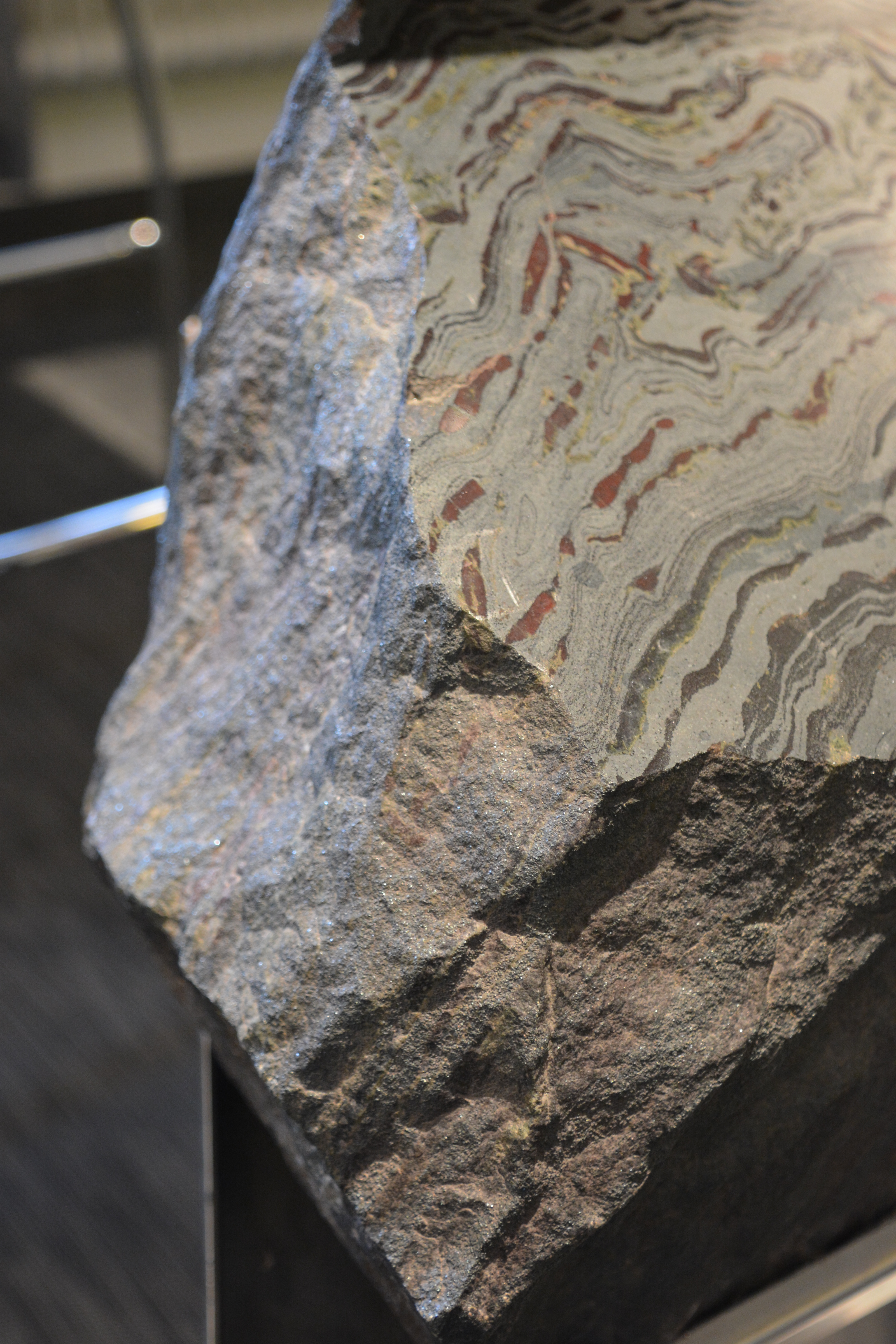
Blodstensmalm från Stripa gruva

Stripa gruva är en nedlagd gruva utanför Guldsmedshyttan i Lindesbergs kommun. I gruvan har kvartsrandig blodsten brutits. Gruvan är också känd för Stripakonflikten 1925–1927.

## Historik
Malm har brutits i Stripa åtminstone sedan 1400-talet. Gruvan har troligen fått sitt namn från den randiga blodstensmalmen. Bland annat på grund av brist på skog låg brytningen nere 1634-1771. Brytningen upptogs i större omfattning 1785, då den äldre metoden med tillmakning ersattes med handborrning och krutsprängning. Stripa gruva hade bildats 1783 som Stora Stripa gruvlag och gick samman med Ottesgruve gruvlag 1806 för att bilda Stripa gruvlag. Denna ombildades 1868 i sin tur till Stripa Grufvebolag och 1939 till Stripa Gruvaktiebolag. Gruvverksamheten pågick i denna omgång mellan 1783 och 1977. Under de närmast följande åren som forskningsgruva 1977-1991 bedrevs verksamheten av Stripa Mine Service AB.
Under andra världskriget fanns omkring 300 anställda. Vid nedläggningen 1977 bröts malm som djupast 450 meter ned i berget.
Anläggningen vid Stripa gruva bedömdes i en byggnadsminnesutredning 2005 ha ett högt historiskt värde, med lämningar från äldre tiders gruvbrytning i anslutning till det moderna gruvområdet. Den i stort sett intakta gruvmiljön, med bevarat arkiv, ansågs ge möjligheter till forskning om gruvnäringens historiska betydelse. Gruvan, som ligger på ett 70 hektar stort område, är sedan 2006 ett byggnadsminne och ägs sedan 2007 av Lindesbergs kommun. År 2010 utsågs Stripa Gruva till Årets industriminne.

### Stripa som forskningsgruva
Mellan 1977 och 1991 var Stripa gruva en forskningsgruva, där Svensk Kärnbränslehantering genomförde ett projekt beträffande slutförvaring av kärnkraftsavfall. Projektet, till en kostnad av 140 miljoner kronor, startade 1980 som ett samarbete inom OECD-ländernas kärnenergiorgan NEA, med Finland, Japan, Kanada, Schweiz, Storbritannien, USA och Sverige som deltagare. Studierna avsåg vattenföring i berg och om det gick att täta sprickor för att minska risk för läckage från förvaring. Efter dessa försök beslutade Schweiz att inrätta slutförvar för kärnkraftsavfall djupt i alpernas berggrund. Forskning i Sverige om förvaring fortsatte därefter i Oskarshamn.

## Byggnader inom anläggningen
- Kontor
- Gruvlave, byggd 1937–1938, 31 meter hög
- Sovringsverk, byggt 1938
- Anrikningsverk, byggt 1942
- Norra verket, byggt 1938 (det stora sovrings- och anrikningsverket)
- Spelhuset (maskinhuset), byggt 1907. Maskiner och ställverk för en gruvhiss för malm och en för personal och material
- Smedjan, byggd 1907, för bearbetning av gruvarbetarnas borrar.

## Bildgalleri

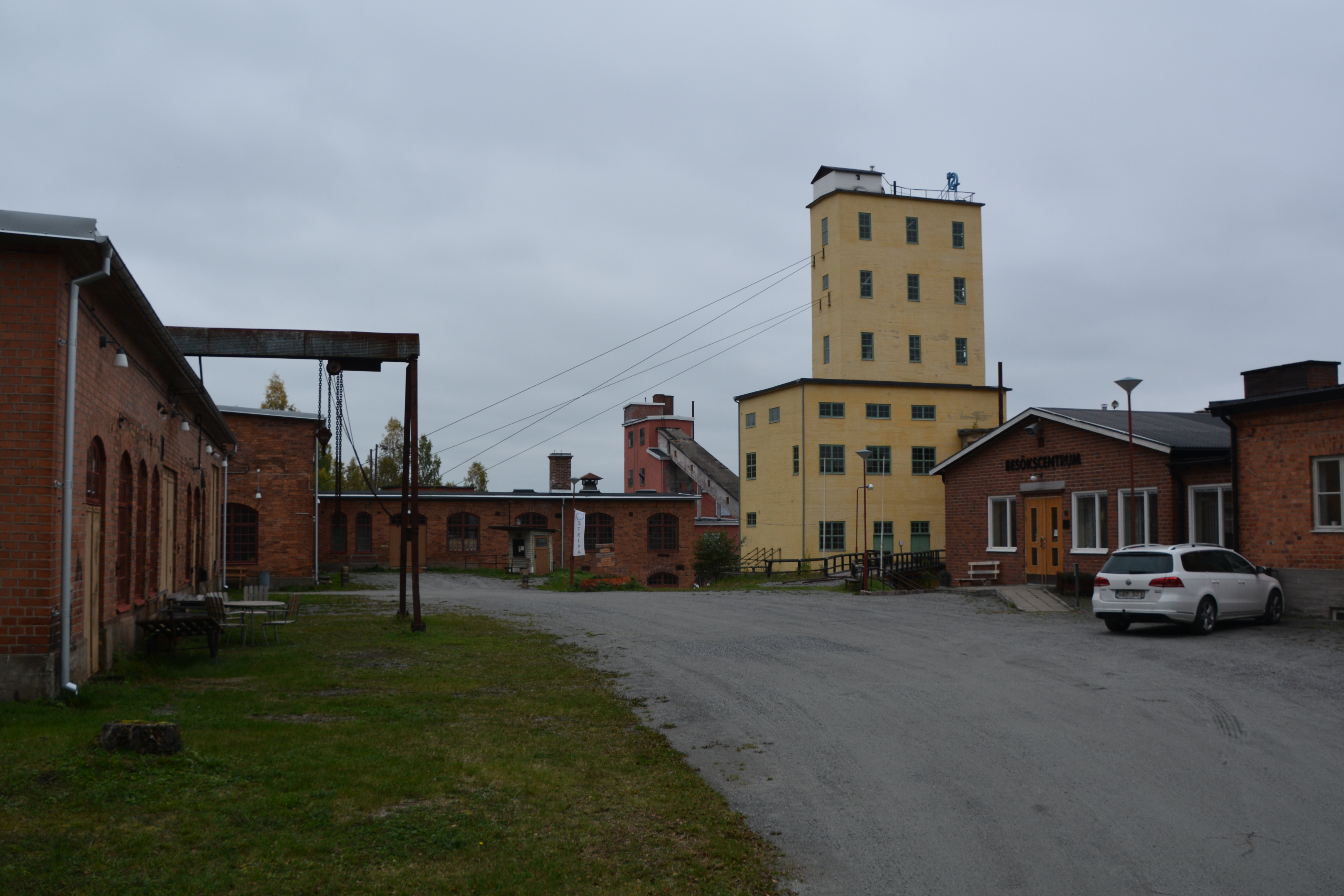
Smedjan, maskinhuset, Stora anrikningsverket och kontoret
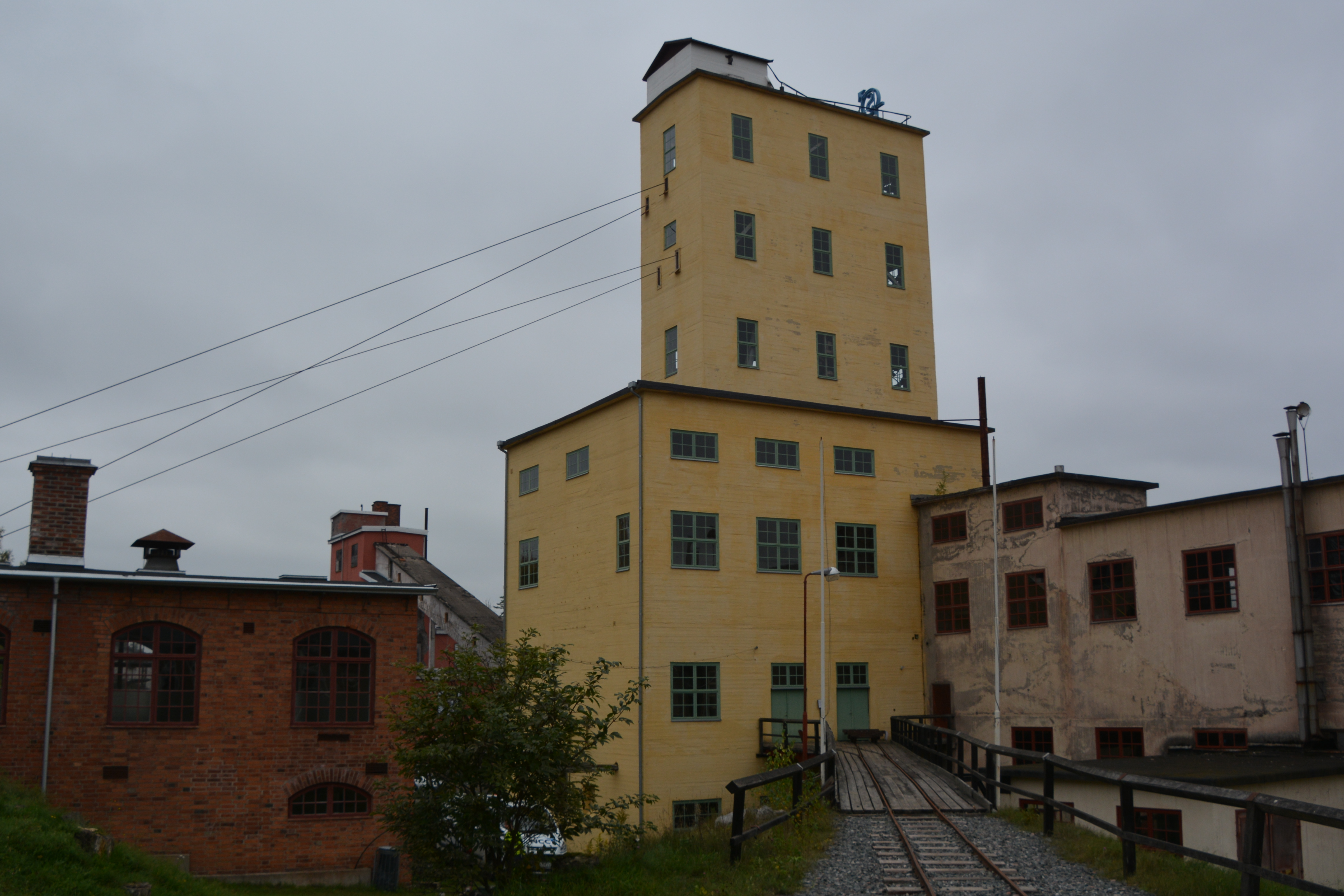
Gruvlaven
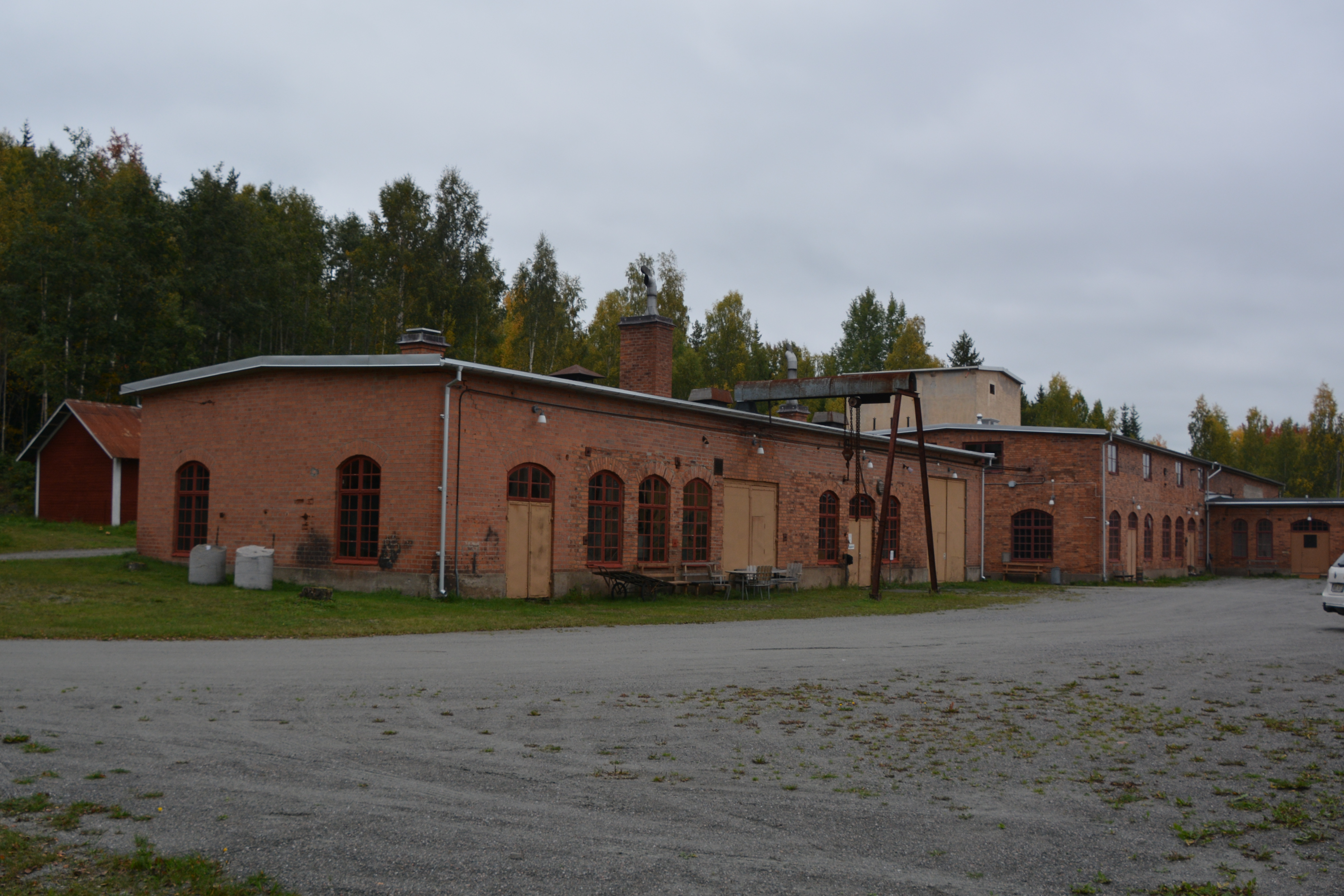
Smedjan och maskinhuset
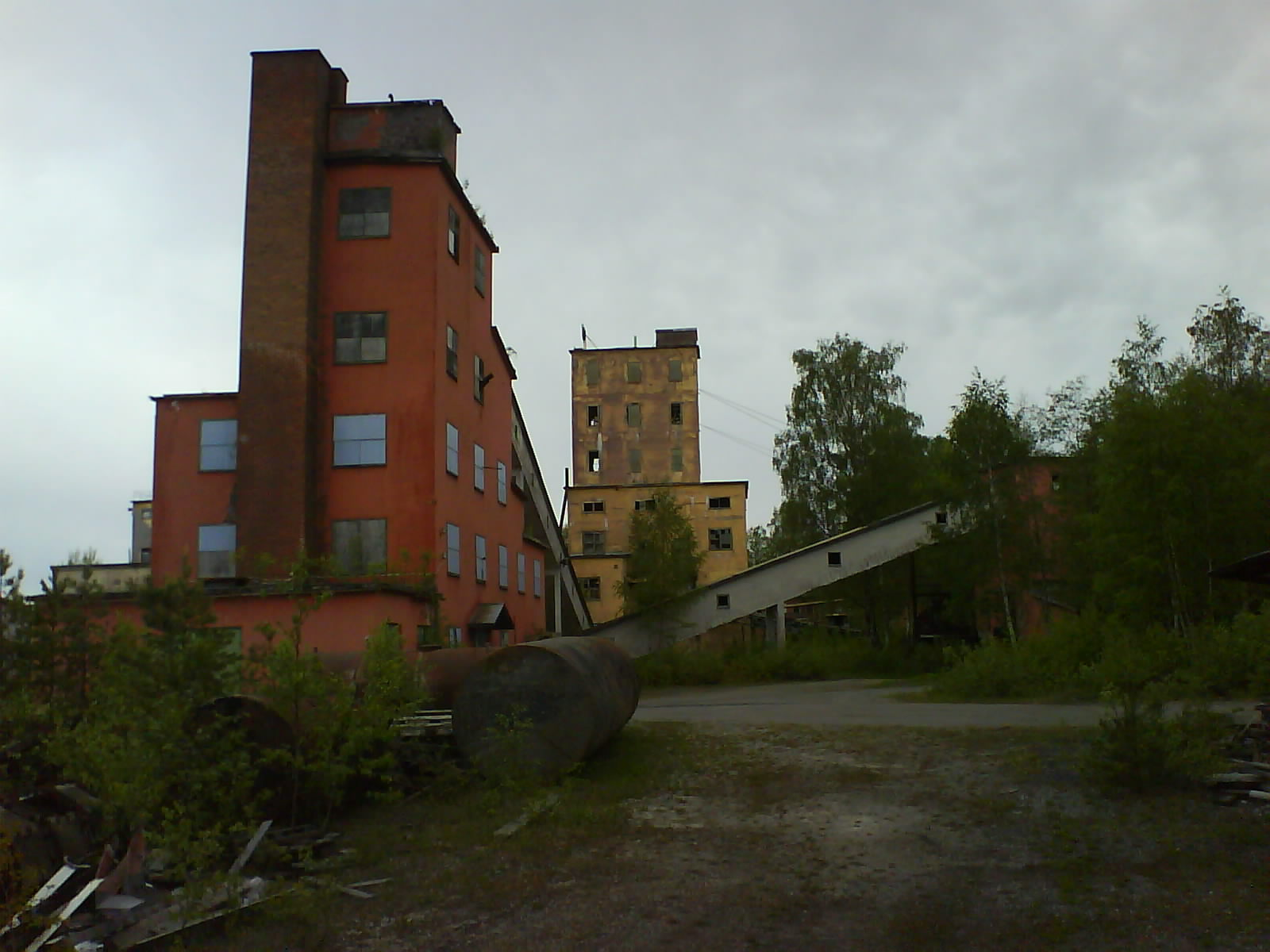
Stora anrikningsverket och anrikningsverket
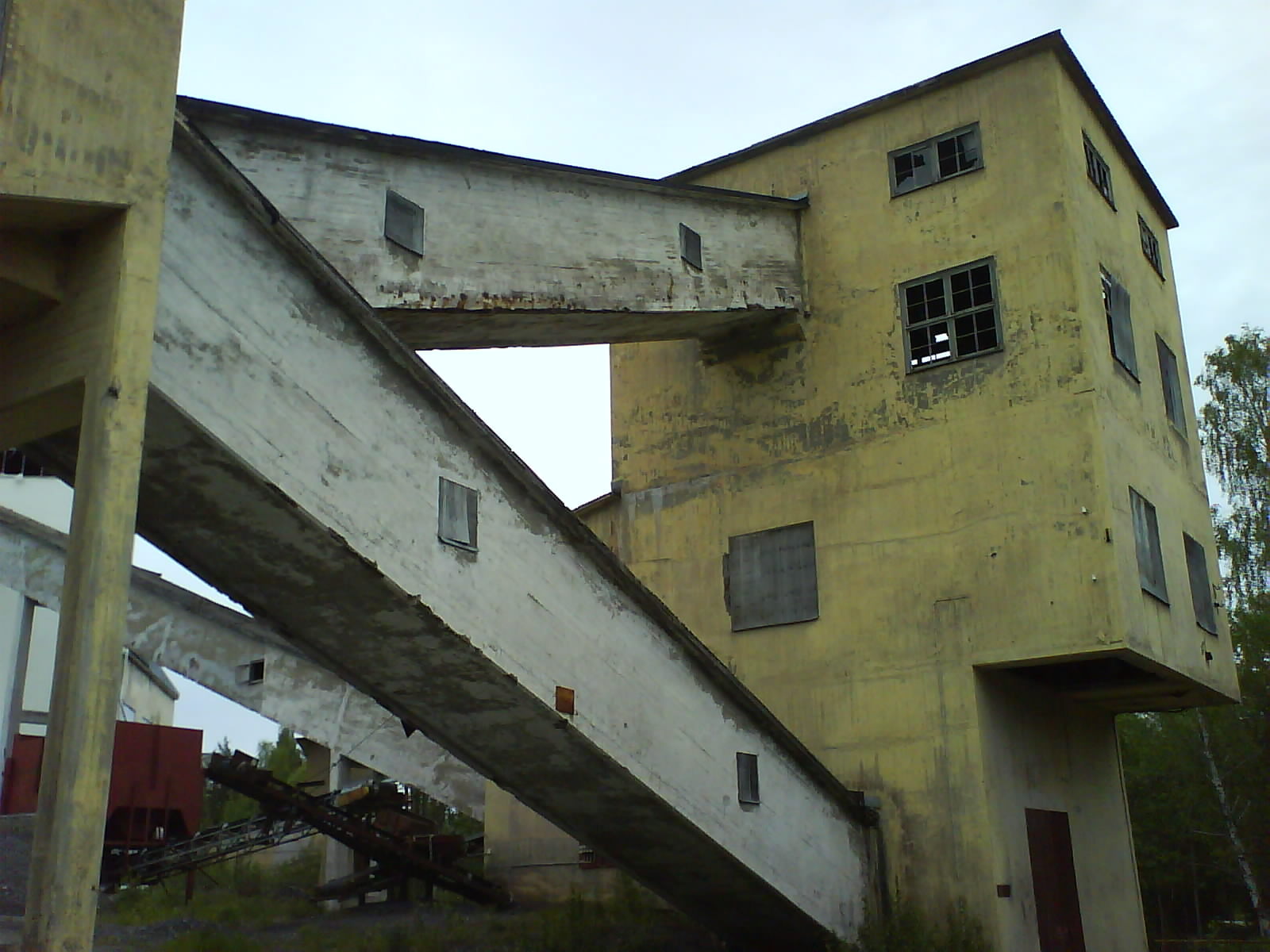
Anrikningsverket
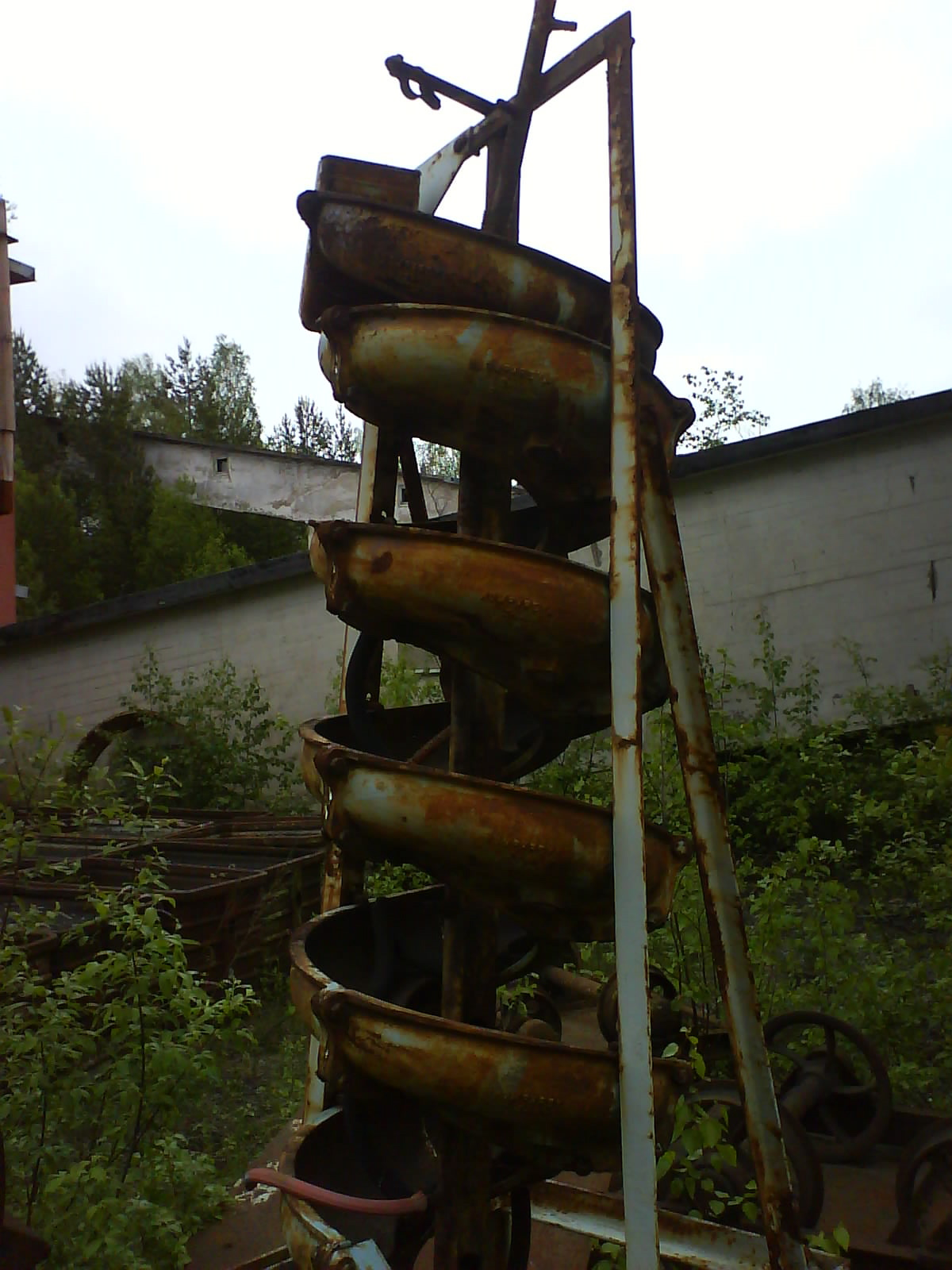
Resterna av en spiralseparator
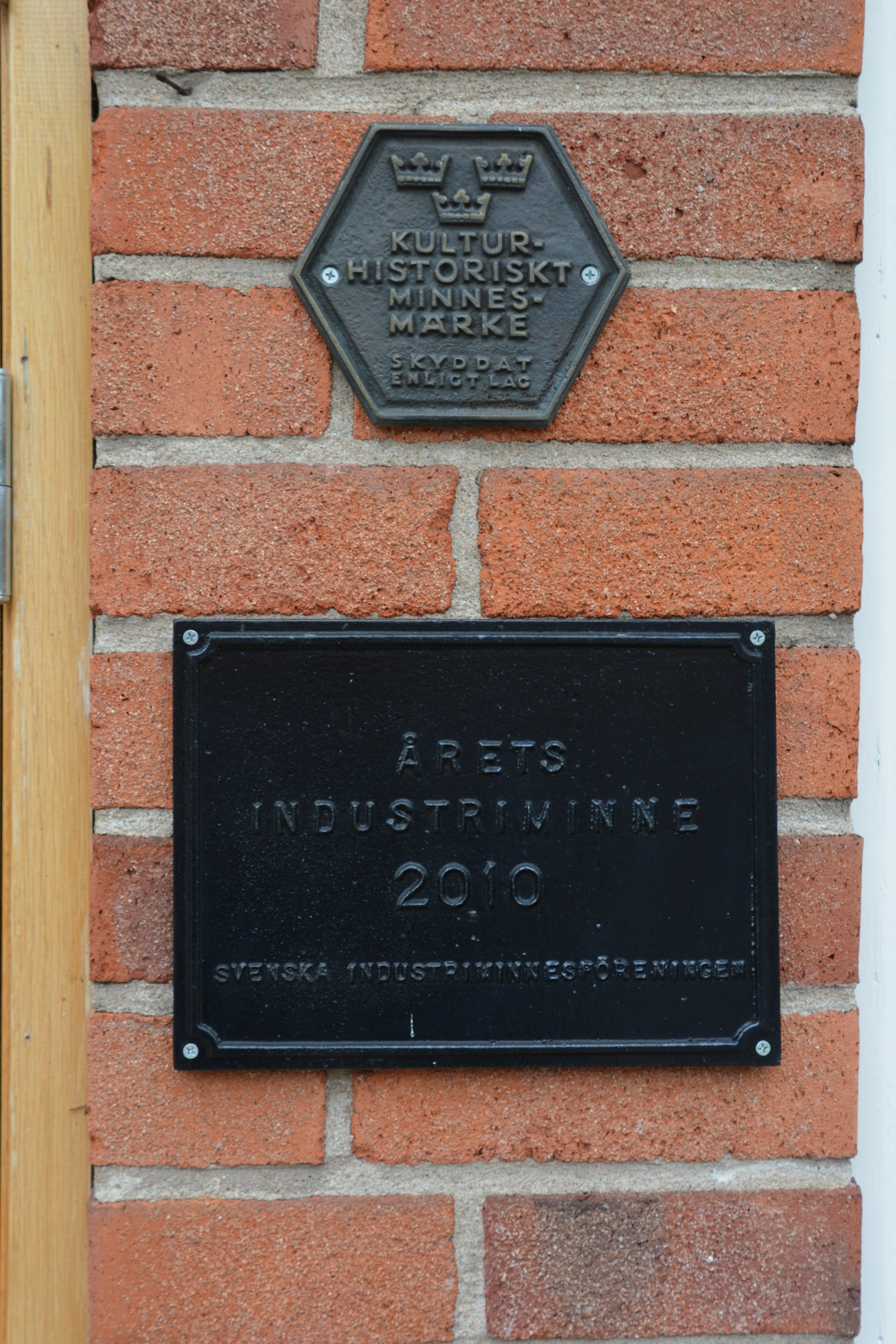
Plaketter på kontorshuset
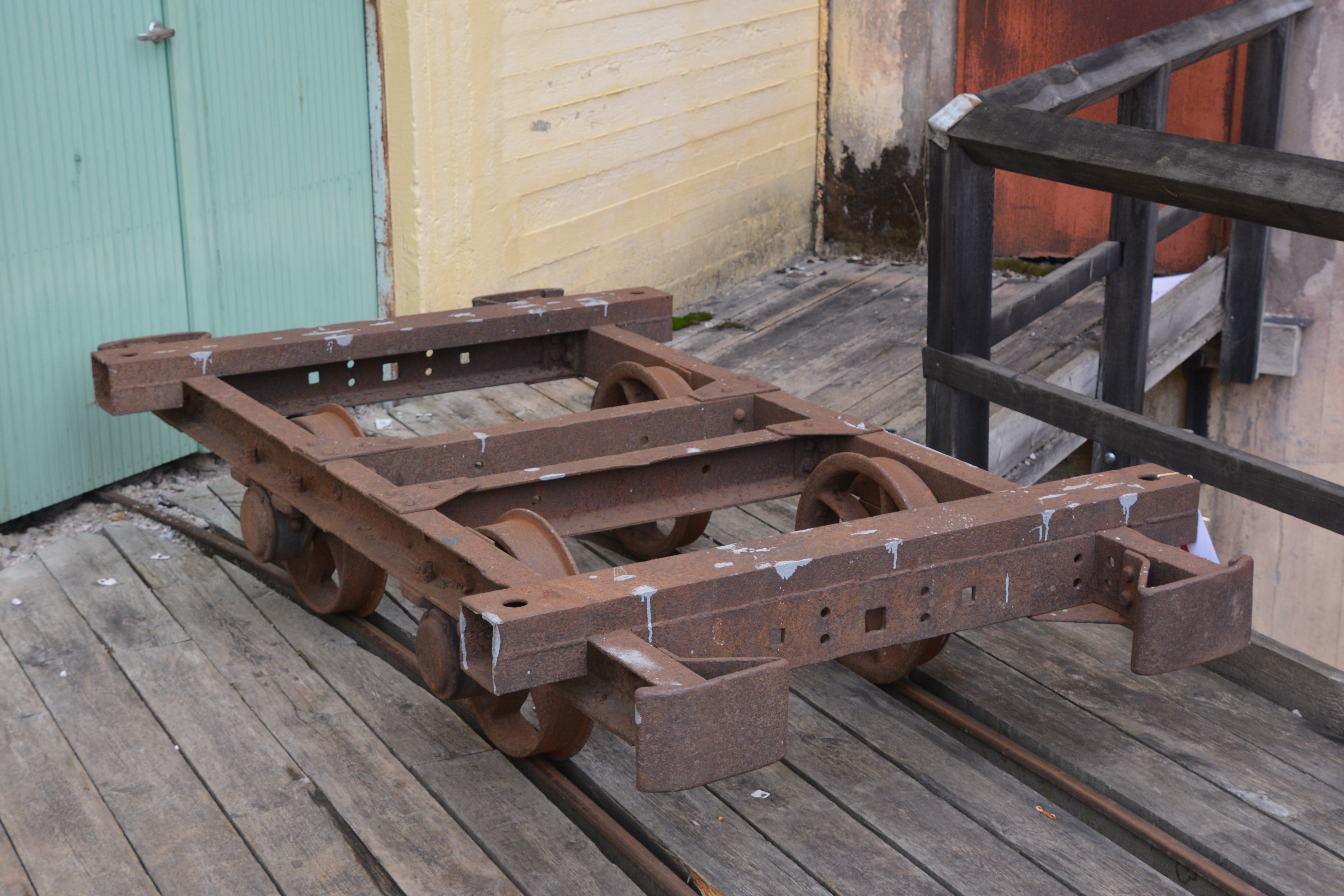
Vagn för borrtransport